# Třída Mandau
Třída Mandau (jinak též PSK Mk 5) je třída raketových člunů Indonéské námořnictva. Celkem byly postaveny čtyři jednotky této třídy.
Třída byla derivátem amerického typu PSMM Mk5 (Patrol Ship Multi-Mission), na základě kterého byly postaveny ještě jihokorejská třída Paek Ku, tchajwanská třída Lung-ťiang a thajská třída Sattahip.

## Stavba
Třída byla navržena a postavena jihokorejskou loděnicí Korea-Tacoma SY v Masanu. Postaveny byly čtyři jednotky této třídy. Do služby byly přijaty v letech 1979-1980.
Jednotky třídy Mandau:
| Jméno         | Spuštěna | Vstup do služby   | Status                                  |
| ------------- | -------- | ----------------- | --------------------------------------- |
| Mandau (621)  |          | 20. července 1979 | aktivní                                 |
| Rencong (622) |          | 20. července 1979 | 11. září 2018 potopen v důsledku požáru |
| Badek (623)   |          | 1. února 1980     | aktivní                                 |
| Keris (624)   |          | 1. února 1980     | aktivní                                 |

## Konstrukce

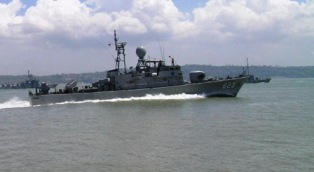
Badek (623)

Konstrukčně třída vychází z amerických dělových člunů třídy Asheville. Jsou vybavena navigačním radarem Decca AC 1229, vyhledávacím radarem DR-2000S a střeleckým radarem HSA WM-28. Výzbroj se skládá z jednoho 57mm lodního kanónu Bofors L/70, jednoho 40mm protiletadlového kanónu Bofors, dvou 20mm automatických kanónů Rheinmetall Rh202 a ze dvou dvojitých kontejnerů pro protilodní střely MM.38 Exocet. Pohonný systém je koncepce CODOG. Tvoří jej dva diesely MTU 12V 331 TC81 o výkonu 2240 bhp a jedna plynová turbína General Electric/Fiat LM2500 o výkonu 25 000 bhp, pohánějící dva lodní šrouby. Nejvyšší rychlost dosahuje 41 uzlů. Dosah je 2500 námořních mil při rychlosti 17 uzlů.